# Windpark Zierikzee
Windpark Zierikzee is een windmolenpark met drie windturbines van elk 3,4 megawatt dicht bij de Oosterschelde in de gemeente Schouwen-Duiveland in de Nederlandse provincie Zeeland. Het park is in 2014 operationeel geworden.
De opgewekte energie wordt met een 10 kV AC grondkabel naar het Trafostation 50 kV Zierikzee getransporteerd (over een afstand van ongeveer 1,8 km).